# Hugo Samuel von Richthofen
Pour les articles homonymes, voir Richthofen.
 (juin 2023).
Si vous disposez d'ouvrages ou d'articles de référence ou si vous connaissez des sites web de qualité traitant du thème abordé ici, merci de compléter l'article en donnant les références utiles à sa vérifiabilité et en les liant à la section « Notes et références ».
 (juin 2023).
La mise en forme du texte ne suit pas les recommandations de Wikipédia : il faut le « wikifier ».
Les points d'amélioration suivants sont les cas les plus fréquents. Le détail des points à revoir est peut-être précisé sur la page de discussion.
- Les titres sont pré-formatés par le logiciel. Ils ne sont ni en capitales, ni en gras.
- Le texte ne doit pas être écrit en capitales (les noms de famille non plus), ni en gras, ni en italique, ni en « petit »…
- Le gras n'est utilisé que pour surligner le titre de l'article dans l'introduction, une seule fois.
- L'italique est rarement utilisé : mots en langue étrangère, titres d'œuvres, noms de bateaux, etc.
- Les citations ne sont pas en italique mais en corps de texte normal. Elles sont entourées par des guillemets français : « et ».
- Les listes à puces sont à éviter, des paragraphes rédigés étant largement préférés. Les tableaux sont à réserver à la présentation de données structurées (résultats, etc.).
- Les appels de note de bas de page (petits chiffres en exposant, introduits par l'outil «  Source ») sont à placer entre la fin de phrase et le point final[comme ça].
- Les liens internes (vers d'autres articles de Wikipédia) sont à choisir avec parcimonie. Créez des liens vers des articles approfondissant le sujet. Les termes génériques sans rapport avec le sujet sont à éviter, ainsi que les répétitions de liens vers un même terme.
- Les liens externes sont à placer uniquement dans une section « Liens externes », à la fin de l'article. Ces liens sont à choisir avec parcimonie suivant les règles définies. Si un lien sert de source à l'article, son insertion dans le texte est à faire par les notes de bas de page.
- La présentation des références doit suivre les conventions bibliographiques. Il est recommandé d'utiliser les modèles {{Ouvrage}}, {{Chapitre}}, {{Article}}, {{Lien web}} et/ou {{Bibliographie}}. Le mode d'édition visuel peut mettre en forme automatiquement les références.
- Insérer une infobox (cadre d'informations à droite) n'est pas obligatoire pour parachever la mise en page.

Pour une aide détaillée, merci de consulter Aide:Wikification.
Si vous pensez que ces points ont été résolus, vous pouvez retirer ce bandeau et améliorer la mise en forme d'un autre article.
Hugo Samuel baron von Richthofen (né le 16 août 1842 à Neisse, Haute-Silésie et mort le 10 avril 1904 à Florence) est un avocat administratif prussien. Plus récemment, il est haut président de la province de Prusse-Orientale.

## Biographie
Hugo Samuel est issu de la branche d'Hertwigswaldau de la famille noble von Richthofen. Il est le fils du général de division prussien Eugen von Richthofen (de) et de son épouse Eva née von Teichman und Logischen (1821-1892). Sa sœur Eveline Luise (1849-1894) a épousé le Generalleutnant Emil von Pfuhl (de) en 1881.
Richthofen étudie à l'académie de chevalerie de Liegnitz. Après avoir obtenu son diplôme d'études secondaires, il rejoint le régiment des Gardes du Corps de l'armée prussienne en 1860 et est promu sous-lieutenant en août 1861. En avril 1863, il démissionne à sa propre demande. Il étudie le droit et les sciences politiques à l'Université rhénane Frédéric-Guillaume de Bonn. En janvier 1866, il devient greffier au département des finances du duché de Nassau à Wiesbaden. Un an plus tard, il rejoint l'administration interne du royaume de Prusse. En congé du 29 avril 1868 au 1er novembre 1869 pour reprendre ses études, il rejoint le 14 mars 1870 en tant que stagiaire le gouvernement au district de Wiesbaden et l'administration civile de l'état du Reich d'Alsace-Lorraine. De la préfecture de Bar-le-Duc, il se rend à Coblence. Depuis juin 1874 assesseur du gouvernement, il est appelé en octobre 1874 à la sénéchaussée d'Aurich (de) en octobre 1874. Il devient ensuite administrateur de l'arrondissement d'Ottweiler (1876) et de l'arrondissement de Sarrebruck (1883). À partir de mai 1885, il est ministre du cabinet du prince de Lippe à Detmold. Il retourne à la fonction publique prussienne en juillet 1889, servant comme conseiller de gouvernement supérieur à Potsdam. Le 27 mai 1894, il est nommé président du district de Cologne. Le point culminant de la carrière de la fonction publique a été la nomination  au poste de haut président de la province de Prusse-Orientale le 6 juillet 1901. À sa demande, il est mis à la retraite le 1er novembre 1903. À sa mort, à l'âge de 62 ans, il est enterré dans sa ville natale de Breslau.